# Ranunculus revellieri
Ranunculus revellieri là một loài thực vật có hoa trong họ Mao lương. Loài này được Boreau miêu tả khoa học đầu tiên năm 1857.